# Tamás Erdődy

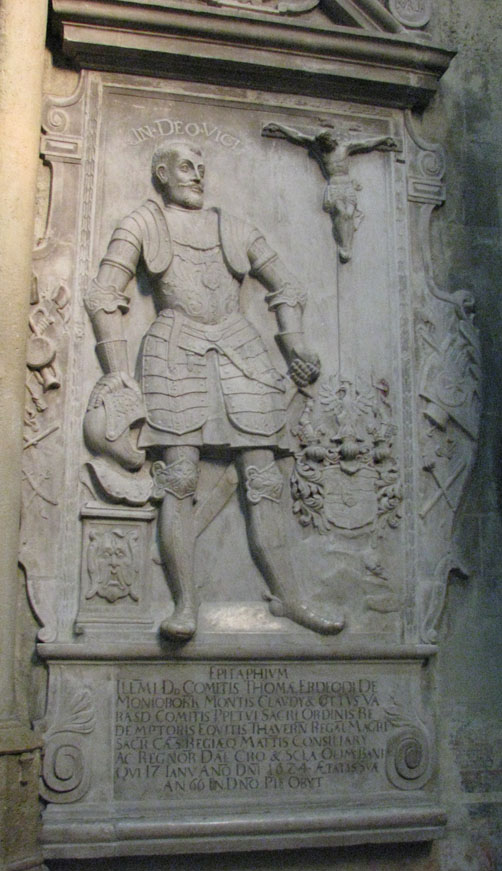
Grabplatte von Ban Tamás Erdődy

Thomas Erdődy  (kroatisch auch Toma Bakač, ungarisch Tamás Erdődy de Monyorókerék et  Monoszló)
(* 1558; † 17. Januar 1624 in Krapina, Kroatien) war ein kroatischer Ban aus dem ungarischen Magnatengeschlecht der Erdődy.

## Leben
Im Jahre 1584 wurde Tamás Erdődy, Sohn des Grafen Peter II. Erdődy, zum Ban von Kroatien ernannt. Er war mit Elizabeta II. Zrinski verheiratet. Bereits im selben Jahr führte Erdődy am 26. Oktober 1584 erfolgreich an der kroatischen Militärgrenze bei Slunj eine Schlacht gegen die Osmanische Armee. Militärisch erfolgreich agierte Erdődy auch bei Ivanić-Grad am 6. Dezember 1586, wo er erneut über das Osmanische Heer siegen konnte. Ein weiterer militärischer Erfolg gelang ihm am 12. August 1591, als er mit seinem Heer Moslavina befreien konnte.
Seine erste verlorene Schlacht gegen das Osmanische Heer erlebte Tamás Erdődy im Jahre 1592 in der Nähe der kroatischen Ortschaft Brest Pokupski, bei der Erdődy fliehen musste. Diese für ihn unrühmliche Begebenheit wendete er am 22. Juni 1593 bei der Belagerung der kroatischen Stadt Sisak durch die Osmanen. Ban Erdődy nahm bei den Kampfhandlungen mit seinen etwa 2.400 Soldaten an der Seite von Ruprecht von Eggenberg, Melchior von Redern und Andreas von Auersperg teil. Insgesamt hatte das kroatische Heer etwa 5.000 Soldaten aufzubieten, die Gegenseite unter dem bosnisch-serbischstämmigen Beylerbey Telli Hassan Pascha an die 15.000 Soldaten. Trotz der militärischen Unterlegenheit gelang es, die Stadt Sisak, die durch die Schlacht bei Sissek bekannt wurde, zu befreien.
Im Jahre 1595 legte Tamás Erdődy zunächst sein Amt als Ban nieder. Dennoch nahm er an den „Türkenkriegen“ teil. 1603 wurde Erdődy zum ungarischen Tavernikus (Schatzmeister) ernannt. Im Jahre 1607 wurde er zum Gespan von Varaždin ernannt. Seinen Dienst als Ban von Kroatien nahm Tamás Erdődy erneut von 1608 bis in das Jahr 1614 auf.
Am 17. Januar 1624 verstarb Tamás Erdődy in Krapina.